# Manuel Quijano (siglo XIX)

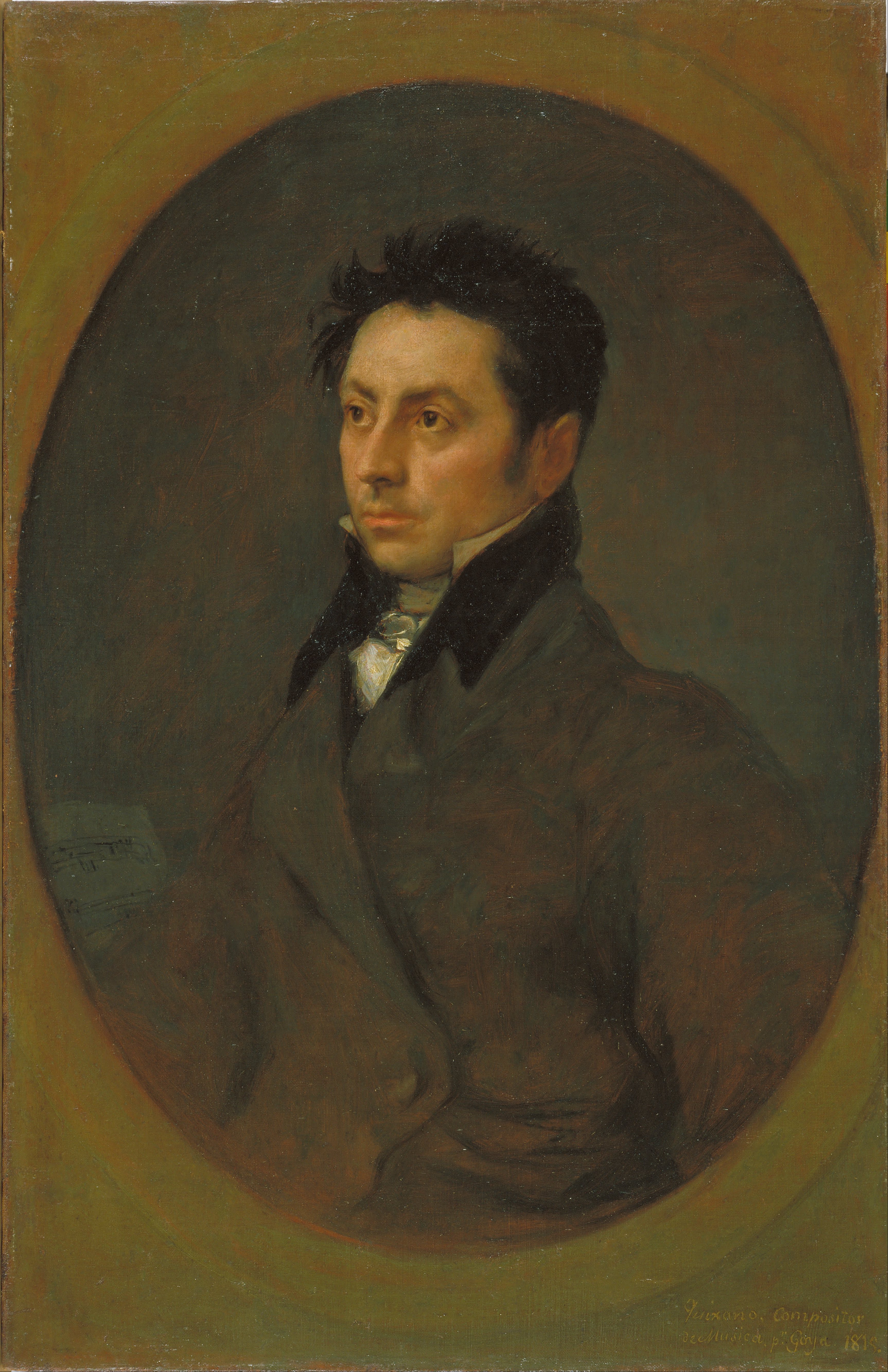
Retrato de Manuel Quijano por Francisco de Goya (1815), MNAC, Barcelona.

Manuel Quijano (León, ¿? - Madrid, 23 de noviembre de 1838) fue un compositor y director español.

## Biografía
Se desconocía cuándo y dónde nació, pero entre los papeles de Francisco Asenjo Barbieri aparecen documentos según los cuales fue nacido en León y músico de la Real capilla del Monasterio de la Encarnación de Madrid. Estuvo ordenado de primera tonsura y fue uno de los primeros maestros del Teatro de los Caños del Peral al menos entre 1800 y 1802. Tenía tres hermanas que dependían de él y, al parecer, padecía tuberculosis o alguna enfermedad que le afectaba los pulmones, por lo que pidió exención de militar en el ejército. Sin embargo, en 1813 compuso la música para piano de La batalla de los Arapiles o Derrota de Marmont, con letra de Francisco de Paula Garnier, pieza en un acto representada en el Teatro del Príncipe el día 23 de julio de 1813 e impresa posteriormente en la imprenta madrileña de Álvarez y en Valencia, dedicada a Wellington.
Aparece después de la Guerra de la Independencia al ser nombrado "compositor y maestro de música" del madrileño Teatro de la Cruz en la temporada 1814-15, para seguir la labor de Pablo Esteve y Blas de Laserna. Al fallecer el rey Carlos IV en Roma en 1819, fue el encargado de seleccionar la música para las honras fúnebres. Según el musicólogo José Subirá es posible que compartiera la dirección musical en los teatros del Príncipe y la Cruz con Carnicer y con Esteban Moreno; el caso es que se hizo muy popular por la música que puso a numerosas piezas teatrales: Don Quijote, La caída de Godoy, Margarita de Strafford, El día de San Fernando, Pedro el Grande, la comedia de magia El genio Azor, o el protector caprichoso etc.; incluso Francisco de Goya le pintó un retrato que se encuentra en el Museo Nacional de Arte de Cataluña. Fuera de su propia música realizó además numerosos arreglos y orquestaciones para óperas, y se dedicó a la docencia de cantantes e instrumentistas. En 1837 figura como uno de los músicos del recién fundado Liceo Artístico y Literario de Madrid junto a compositores tan destacados como Ramón Carnicer, Basilio Basili, Nicolás Ledesma, Pedro Albéniz etc. Falleció en Madrid el 23 de noviembre de 1838. Gran parte de sus partituras se conservan en la Biblioteca Histórica Municipal de Madrid.